# Atentado de las Torres Khobar
El atentado contra las Torres Khobar fue un ataque terrorista en un sector de un complejo de viviendas en la ciudad de Khobar, Arabia Saudita, cerca de la sede de la compañía petrolera nacional (Saudi Aramco) en Dhahran y cerca de la Base Aérea Rey Abdulaziz Air el 25 de junio de 1996. En aquel tiempo, las Torres Khobar eran utilizadas para alojamiento de las fuerzas de la coalición destinada a la Operación Southern Watch, una operación exclusión aérea en el sur de Irak, como parte de las zonas de exclusión aérea en Irak.
Fue detonado un coche bomba que se encontraba adyacente al edificio #131, una estructura de ocho plantas que alojaba a miembros de la Fuerza Aérea de Estados Unidos pertenecientes a la unidad 4404th Wing (Provisional), principalmente de un escuadrón de rescate y otro de ataque. En total 19 militares de la fuerza aérea y nacionales saudíes fueron asesinados, como así también al menos 498 personas de distintas nacionalidades resultaron heridas.  El comunicado oficial del 25 de junio de 1996 del gobierno estadounidense acusó a miembros de Hezbollah Al-Hejaz (en español: 'Partido de Dios en el Hijaz') como responsable. En 2006, una corte estadounidense encontró a Irán y a Hezbolá como culpables de organizar el ataque.